# Ллойд, Тони
 Энтони Джозеф (Тони) Ллойд (англ. Anthony Joseph Lloyd; 25 февраля 1950 — 17 января 2024) — политический деятель Лейбористской партии. На должность депутата Палаты общин от избирательного округа Рочдейл был избран в 2017 году. В 1983—1997 годах занимал должность депутата по избирательному округу Стретфорд. После этого был депутатом Палаты общин от Центрального Манчестера до 2012 года. В 2012—2017 годах занимал должность Великого комиссара Манчестера по полиции и преступности, в 2015—2017 годах исполнял обязанности Мэра Большого Манчестера.
В 2018—2020 годах также занимал должность Теневого секретаря по делам Северной Ирландии, пока не покинул её 28 апреля 2020 года, чтобы уделять больше времени на реабилитацию от заболевания COVID-19.
15 февраля 2021 года взял шефство над Дарьей Чульцовой, белорусской политической заключённой.